# Чемпионат Турции по баскетболу
Баскетбольная Суперлига (БСЛ) — высший дивизион чемпионата Турции по баскетболу. До 2015 года называлась Турецкая баскетбольная лига (ТБЛ), затем ТБЛ начали называться 2-й и 3-й уровень чемпионата Турции.

## Участники сезона 2018—2019
- Анадолу Эфес
- Афьон
- Бахчешехир Колежи
- Банвит
- Бешикташ
- Бююкчекмедже
- Галатасарай
- Газиантеп
- Дарюшшафака
- Истанбул Бююкшехир Беледиеспор
- Каршияка
- Сакарья
- Тофаш
- Тюрк Телеком
- Фенербахче

## Чемпионы
- 2023. «Анадолу Эфес» Стамбул
- 2022. «Фенербахче» Стамбул
- 2021. «Анадолу Эфес» Стамбул
- 2020. не определён
- 2019. «Анадолу Эфес» Стамбул
- 2018. «Фенербахче» Стамбул
- 2017. «Фенербахче» Стамбул
- 2016. «Фенербахче» Стамбул
- 2015. «Каршияка»
- 2014. «Фенербахче-Улкер» Стамбул
- 2013. «Галатасарай» Стамбул
- 2012. «Бешикташ» Стамбул
- 2011. «Фенербахче-Улкер» Стамбул
- 2010. «Фенербахче-Улкер» Стамбул
- 2009. «Эфес Пилсен» Стамбул
- 2008. «Фенербахче-Улкер» Стамбул
- 2007. «Фенербахче-Улкер» Стамбул
- 2006. «Улкер» Стамбул
- 2005. «Эфес Пилсен» Стамбул
- 2004. «Эфес Пилсен» Стамбул
- 2003. «Эфес Пилсен» Стамбул
- 2002. «Эфес Пилсен» Стамбул
- 2001. «Улкер» Стамбул
- 2000. «Тофаш» Бурса
- 1999. «Тофаш» Бурса
- 1998. «Улкер» Стамбул
- 1997. «Эфес Пилсен» Стамбул
- 1996. «Эфес Пилсен» Стамбул
- 1995. «Улкер» Стамбул
- 1994. «Эфес Пилсен» Стамбул
- 1993. «Эфес Пилсен» Стамбул
- 1992. «Эфес Пилсен» Стамбул
- 1991. «Фенербахче» Стамбул
- 1990. «Галатасарай» Стамбул
- 1989. «Эджзаджибаши» Стамбул
- 1988. «Эджзаджибаши» Стамбул
- 1987. «Каршияка» Измир
- 1986. «Галатасарай» Стамбул
- 1985. «Галатасарай» Стамбул
- 1984. «Эфес Пилсен» Стамбул
- 1983. «Эфес Пилсен» Стамбул
- 1982. Эджзаджибаши Стамбул
- 1981. Эджзаджибаши Стамбул
- 1980. Эджзаджибаши Стамбул
- 1979. Эфес Пилсен Стамбул
- 1978. Эджзаджибаши Стамбул
- 1977. Эджзаджибаши Стамбул
- 1976. Эджзаджибаши Стамбул
- 1975. Бешикташ Стамбул
- 1974. Мухафизгуфу Анкара
- 1973. ИТУ Стамбул
- 1972. ИТУ Стамбул
- 1971. ИТУ Стамбул
- 1970. ИТУ Стамбул
- 1969. Галатасарай Стамбул
- 1968. ИТУ Стамбул
- 1967. Измир

## Чемпионы 1946-1966 года
- 1966. «Галатасарай» Стамбул
- 1965. «Фенербахче» Стамбул
- 1964. «Галатасарай» Стамбул
- 1963. «Галатасарай» Стамбул
- 1962. «Дарюшшафака» Стамбул
- 1961. «Дарюшшафака» Стамбул
- 1960. «Галатасарай» Стамбул
- 1959. «Фенербахче» Стамбул
- 1958. «Модаспор»
- 1957. «Фенербахче» Стамбул
- 1956. «Галатасарай» Стамбул
- 1955. «Галатасарай» Стамбул - «Модаспор»
- 1954. «Модаспор»
- 1953. «Галатасарай» Стамбул
- 1952. «Академия Вооруженных Сил» Стамбул
- 1951. «Академия Вооруженных Сил» Стамбул
- 1950. «Галатасарай» Стамбул
- 1949. «Галатасарай» Стамбул
- 1948. «Галатасарай» Стамбул
- 1947. «Галатасарай» Стамбул
- 1946. «Бейкоз» Стамбул